# 马斯喀特
23°36′N 58°35′E / 23.600°N 58.583°E
马斯喀特（阿拉伯语：محافظة مسقط，發音：[ˈmasqatˤ]，或譯馬斯喀特）是阿曼的首都、第一大城市，马斯喀特省省会，人口172万人（2022年）。《郑和航海图》中作麻实吉。馬斯喀特較大的市區，當地稱作為「首都區域」，當前面積大約為1500平方公里。馬斯喀特的基礎建設邁向完善和都市化。

## 地理
馬斯喀特位於阿曼東北部，北回歸線通過其南部地區，西部與巴提奈區的平原接壤，東部則與東部區比鄰，南部是內地省的平原，而北部則是阿曼灣。

## 首個綜合運動會
馬斯喀特於2010年舉辦第二屆亞洲沙灘運動會，是該城市以及該國的首個綜合運動會。

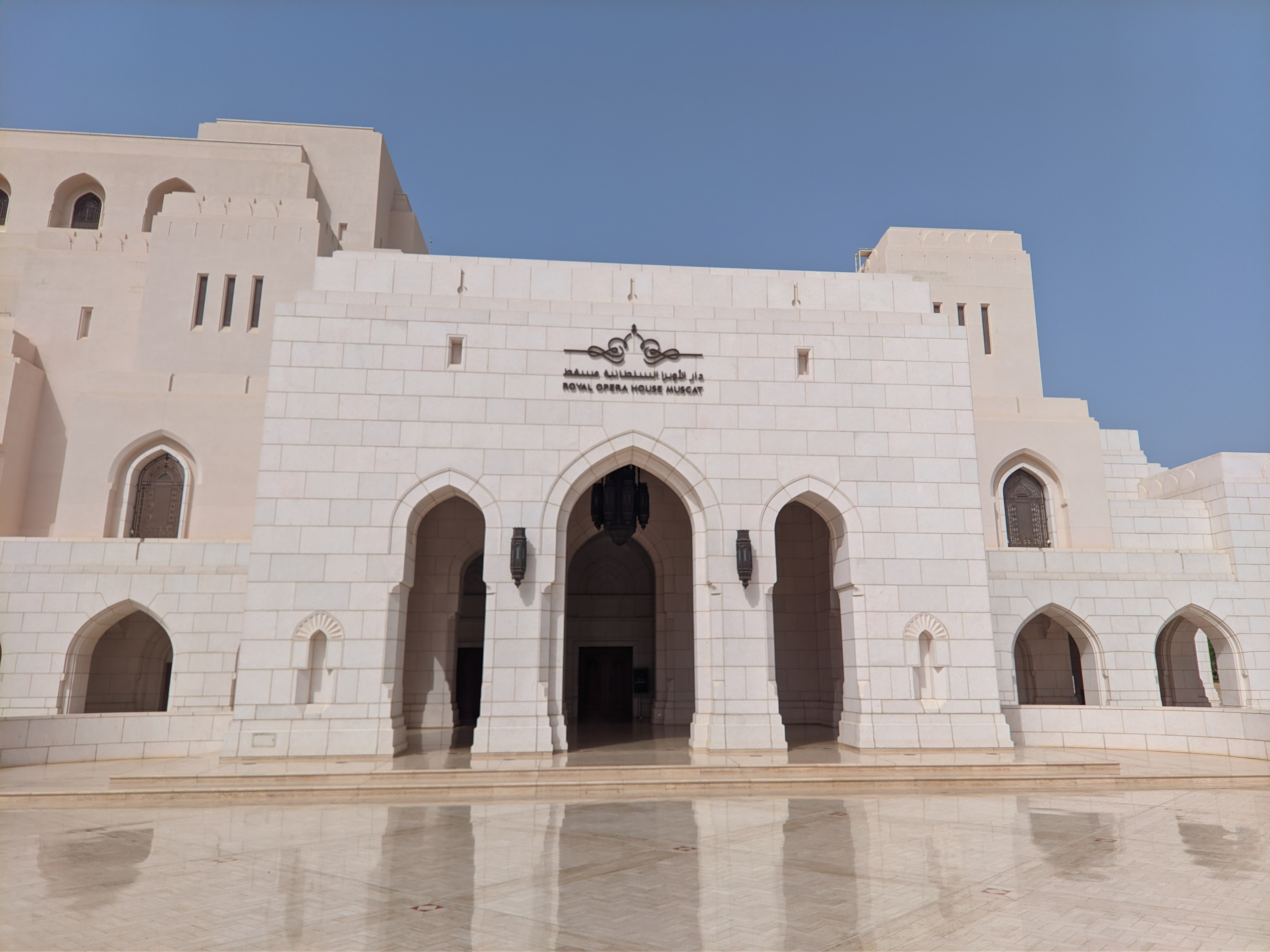
皇家歌劇院
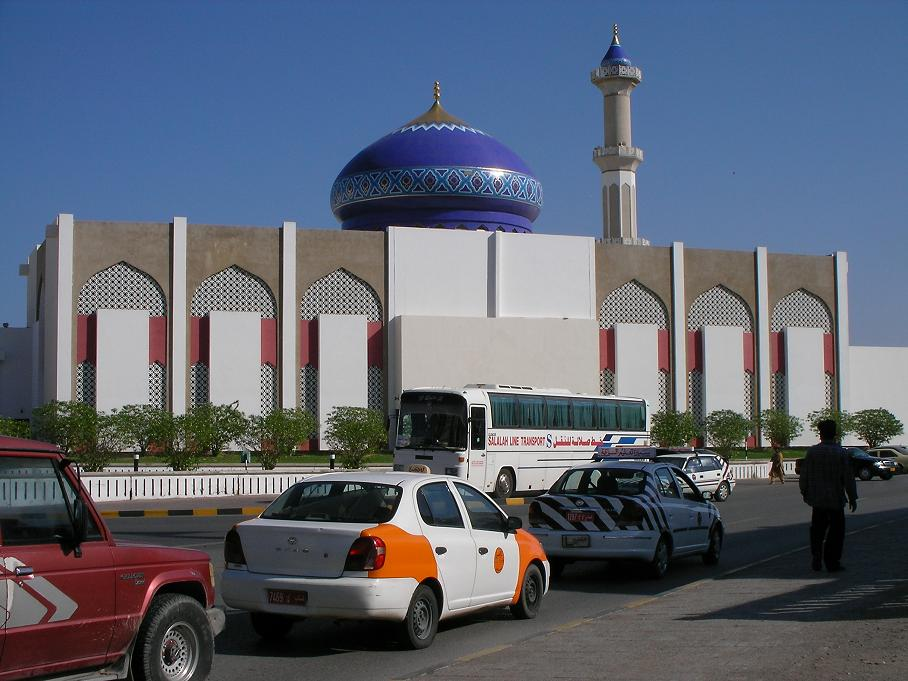
Ruwi清真寺
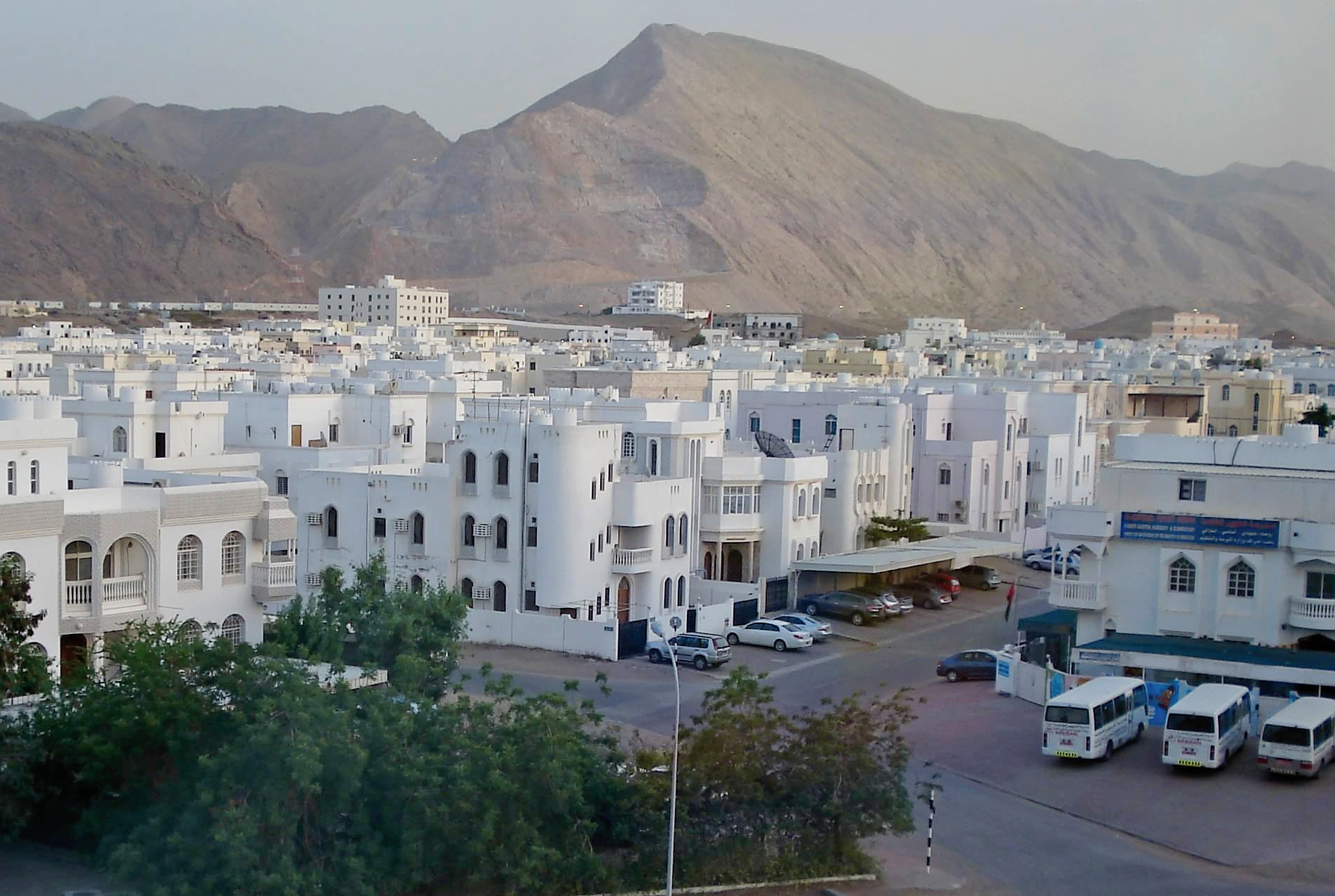
城區
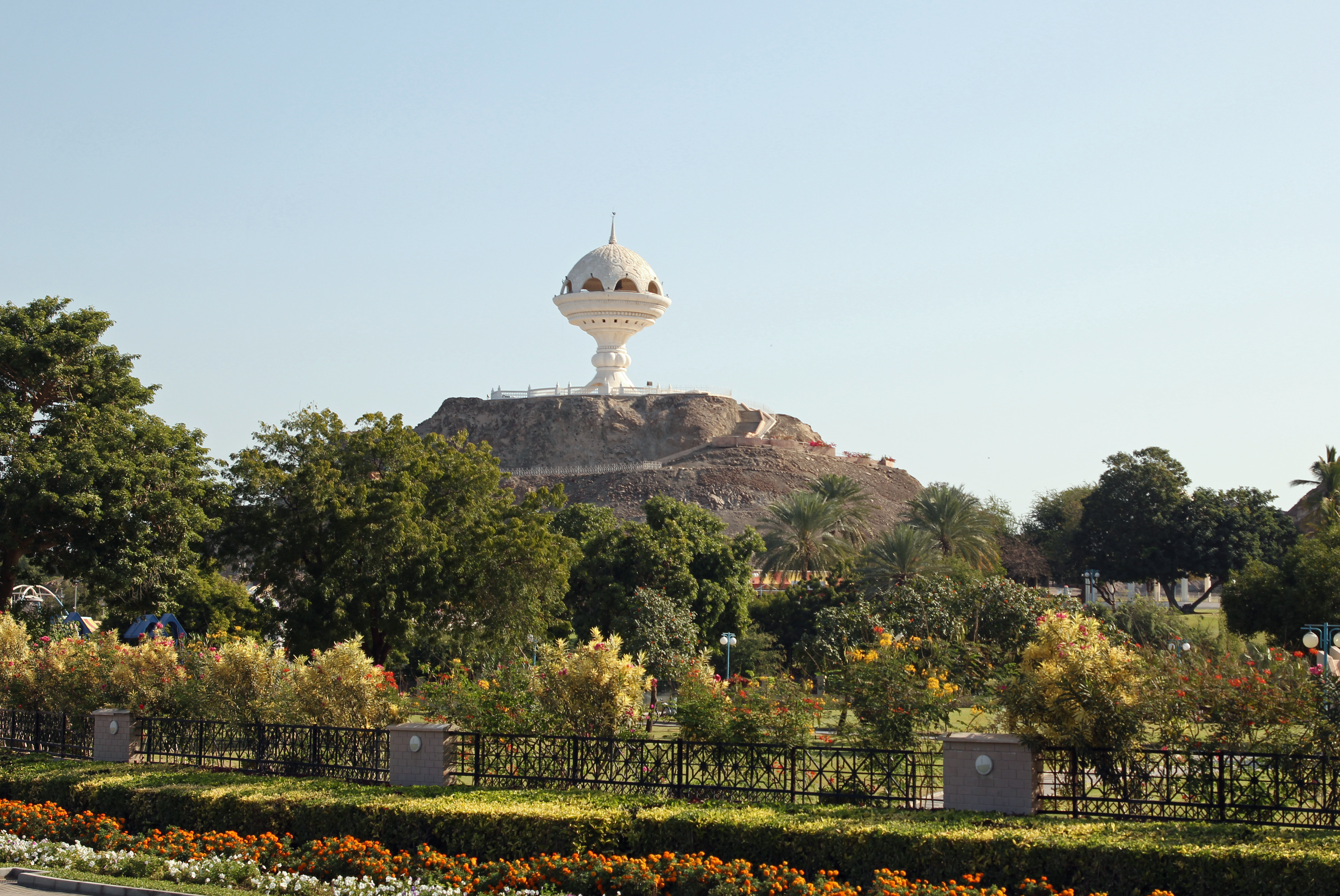
利雅姆公園大香爐紀念塔